# Тряничев, Александр Владимирович
Александр Владимирович Тряничев (8 марта 1987, Череповец) — российский хоккеист, вратарь.

## Карьера
Воспитанник череповецкого хоккея. Начинал профессиональную карьеру в 2006 году в составе петербургского клуба Высшей лиги «Спартак», выступая до этого за фарм-клуб родной череповецкой «Северстали». В своём дебютном сезоне Александр принял участие в 23 матчах команды, завершив их с коэффициентом надёжности 4.81, однако затем петербургский клуб был расформирован, и тот сезон Тряничев доигрывал в составе ХК «Дмитров», с которым он занял третье место в Высшей лиге.
В середине сезона 2007/08 был отдан в аренду в воскресенский «Химик», после чего он вернулся в «Северсталь». В последнем матче регулярного сезона против тольяттинской «Лады» Тряничев дебютировал в составе череповецкого клуба, приняв участие в серии послематчевых буллитов. Сезон 2008/09 Тряничев провёл в составе ХК «Липецк», после чего он заключил соглашение с орским «Южным Уралом». Принял участие в 9 матчах, однако перед окончанием сезона перешёл в глазовский «Прогресс».
В сезоне 2010/11 Тряничев был третьим вратарём ижевского клуба ВХЛ «Ижсталь», проведя в составе команды 4 матча, однако по окончании сезона покинул клуб, после чего долгое время не мог найти себе новую команду. 2 декабря 2011 года вернулся в «Ижсталь», в составе которой признавался одним из лучших вратарей Высшей хоккейной лиги.
12 июня 2012 года Тряничев вернулся в «Северсталь».

### В сборной
В составе сборной России Александр Тряничев принимал участие в юниорском чемпионате мира 2005 года, на котором россияне заняли только 5 место, а сам Тряничев не провёл на турнире ни одного матча, будучи третьим вратарём сборной.

## Статистика выступлений
Последнее обновление: 1 мая 2013 года
|                 |                 |                 | Регулярный сезон | Регулярный сезон | Регулярный сезон | Регулярный сезон | Регулярный сезон | Плей-офф | Плей-офф | Плей-офф | Плей-офф | Плей-офф |
| Сезон           | Команда         | Лига            | Игр              | М                | ПШ               | «0»              | КН               | Игр      | М        | ПШ       | «0»      | КН       |
| --------------- | --------------- | --------------- | ---------------- | ---------------- | ---------------- | ---------------- | ---------------- | -------- | -------- | -------- | -------- | -------- |
| 2005/06         | Северсталь-2    | Первая лига     | 42               | 2529             | 102              |                  | 2.42             | —        | —        | —        | —        | —        |
| 2006/07         | Спартак СПб     | Высшая лига     | 23               | 1160             | 93               | 0                | 4.81             | —        | —        | —        | —        | —        |
| 2006/07         | ХК Дмитров      | Высшая лига     | —                | —                | —                | —                | —                | 8        | 474      | 15       | 0        | 1.90     |
| 2007/08         | Северсталь-2    | Первая лига     | 25               | 1364             | 83               |                  | 3.65             | —        | —        | —        | —        | —        |
| 2007/08         | Химик Вк        | Высшая лига     | 5                | 123              | 7                | 0                | 3.41             | —        | —        | —        | —        | —        |
| 2007/08         | Северсталь      | Суперлига       | 1                | 0                | 0                | 0                | 0                | —        | —        | —        | —        | —        |
| 2008/09         | ХК Липецк       | Высшая лига     | 18               | 971              | 58               | 1                | 3.59             | 1        | 64       | 5        | 0        | 4.69     |
| 2009/10         | Южный Урал      | Высшая лига     | 9                | 489              | 23               | 0                | 2.82             | —        | —        | —        | —        | —        |
| 2009/10         | Прогресс        | Высшая лига     | 1                | 4                | 2                | 0                | 30.00            | —        | —        | —        | —        | —        |
| 2010/11         | Ижсталь         | ВХЛ             | 4                | 196              | 8                | 0                | 2.45             | —        | —        | —        | —        | —        |
| 2011/12         | Ижсталь         | ВХЛ             | 26               | 1474             | 51               | 4                | 2.08             | —        | —        | —        | —        | —        |
| 2012/13         | Северсталь      | КХЛ             | 1                | —                | 3                | —                | —                | —        | —        | —        | —        | —        |
| Всего в КХЛ     | Всего в КХЛ     | Всего в КХЛ     | —                | —                | —                | —                | —                | —        | —        | —        | —        | —        |
| Всего в карьере | Всего в карьере | Всего в карьере | 154              | 8310             | 430              | 5                | 3.08             | 9        | 538      | 20       | 0        | 2.23     |